# Ora X - Pattuglia suicida
Ora X - Pattuglia suicida è un film del 1969 diretto da Gaetano Quartararo.

## Trama
Un commando americano, incaricato di distruggere una potente ricetrasmittente nazista, riesce nell'intento ma perde la vita in una successiva azione per salvare un gruppo di ostaggi.

## Luoghi delle riprese
Il film è stato girato interamente a Monte Argentario, prevalentemente a Porto Santo Stefano e al Convento della Presentazione al Tempio.